# 도쿠다 호마레
도쿠다 호마레(일본어: 徳田 誉, 2007년 2월 18일~)는 일본의 축구 선수이다.

## 구단 경력
그는 2024년 J1리그의 가시마 앤틀러스에 입단했다.

## 국가대표팀 경력
그는 2023년 FIFA U-17 월드컵에 참가할 일본 U-17 국가대표팀에 발탁되었으며, 3경기에 출전했다.